# Shorttrack op de Olympische Winterspelen 2022 - 1000 meter vrouwen
De 1000 meter voor vrouwen tijdens de Olympische Winterspelen 2022 vond plaats op 9 en 11 februari 2022 in het Capital Indoor Stadium in Peking. Regerend olympisch kampioen was de Nederlandse Suzanne Schulting. Zij prolongeerde haar titel.

## Tijdschema
| Datum               | Lokale tijd | MET   | Ronde         |
| ------------------- | ----------- | ----- | ------------- |
| woensdag 9 februari | 19:44       | 12:44 | Series        |
| vrijdag 11 februari | 19:00       | 12:00 | Kwartfinales  |
| vrijdag 11 februari | 19:55       | 12:55 | Halve finales |
| vrijdag 11 februari | 20:37       | 13:37 | Finales       |

## Uitslag
Legenda:
- ADV = Advance (toevoeging)
- DNF = Did Not Finish
- DNS = Did Not Start
- OR = Olympisch record
- PEN = Penalty
- Q = Directe kwalificatie voor de volgende ronde
- QB = Kwalificatie voor de B-finale (alleen in de halve finales)
- q = Kwalificatie beste derde plaatsen
- WR = Wereldrecord
- YC = Yellow Card

### Series
Heat 1
| # | Naam            | Land             | Tijd     | Opm. |
| - | --------------- | ---------------- | -------- | ---- |
| 1 | Choi Min-jeong  | Zuid-Korea       | 1:28,053 | Q    |
| 2 | Selma Poutsma   | Nederland        | 1:28,115 | Q    |
| 3 | Anna Vostrikova | Russische ploeg  | 1:28,290 | q    |
| 4 | Kathryn Thomson | Groot-Brittannië | 1:30,037 |      |

Heat 2
| # | Naam              | Land             | Tijd     | Opm. |
| - | ----------------- | ---------------- | -------- | ---- |
| 1 | Suzanne Schulting | Nederland        | 1:27,292 | Q,   |
| 2 | Han Yutong        | China            | 1:27,401 | Q    |
| 3 | Corinne Stoddard  | Verenigde Staten | 1:27,528 | q    |
| 4 | Shione Kaminaga   | Japan            | 1:28,465 |      |

Heat 3
| # | Naam              | Land      | Tijd     | Opm. |
| - | ----------------- | --------- | -------- | ---- |
| 1 | Qu Chunyu         | China     | 1:30,342 | Q    |
| 2 | Xandra Velzeboer  | Nederland | 1:30,454 | Q    |
| 3 | Gwendoline Daudet | Frankrijk | 1:31,734 |      |
| 4 | Zsófia Kónya      | Hongarije | no time  |      |

Heat 4
| # | Naam              | Land            | Tijd     | Opm. |
| - | ----------------- | --------------- | -------- | ---- |
| 1 | Arianna Fontana   | Italië          | 1:30,066 | Q    |
| 2 | Sumire Kikuchi    | Japan           | 1:30,154 | Q    |
| 3 | Olga Tikhonova    | Kazachstan      | 1:56,438 |      |
|   | Sofia Prosvirnova | Russische ploeg |          | PEN  |

Heat 5
| # | Naam          | Land             | Tijd     | Opm. |
| - | ------------- | ---------------- | -------- | ---- |
| 1 | Maame Biney   | Verenigde Staten | 1:27,859 | Q    |
| 2 | Lee Yu-bin    | Zuid-Korea       | 1:27,862 | Q    |
| 3 | Zhang Chutong | China            | 1:27,910 | q    |
| 4 | Kim Boutin    | Canada           | no time  |      |

Heat 6
| # | Naam             | Land       | Tijd     | Opm. |
| - | ---------------- | ---------- | -------- | ---- |
| 1 | Courtney Sarault | Canada     | 1:27,798 | Q    |
| 2 | Hanne Desmet     | België     | 1:27,836 | Q    |
| 3 | Kim A-lang       | Zuid-Korea | 1:28,680 |      |
| 4 | Yuki Kikuchi     | Japan      | 1:28,764 |      |

Heat 7
| # | Naam                    | Land            | Tijd     | Opm. |
| - | ----------------------- | --------------- | -------- | ---- |
| 1 | Natalia Maliszewska     | Polen           | 1:29,610 | Q    |
| 2 | Jekaterina Jefremenkova | Russische ploeg | 1:29,734 | Q    |
| 3 | Alyson Charles          | Canada          | 1:29,863 | ADV  |
|   | Tifany Huot-Marchand    | Frankrijk       |          | PEN  |

Heat 8
| # | Naam              | Land             | Tijd     | Opm. |
| - | ----------------- | ---------------- | -------- | ---- |
| 1 | Kristen Santos    | Verenigde Staten | 1:28,237 | Q    |
| 2 | Petra Jászapáti   | Hongarije        | 1:28,392 | Q    |
| 3 | Cynthia Mascitto  | Italië           | 1:28,471 |      |
| 4 | Kamila Stormowska | Polen            | 1:28,567 |      |

### Kwartfinales
Kwartfinale 1
| # | Naam              | Land             | Tijd     | Opm. |
| - | ----------------- | ---------------- | -------- | ---- |
| 1 | Suzanne Schulting | Nederland        | 1:26,514 | Q,   |
| 2 | Xandra Velzeboer  | Nederland        | 1:26,592 | Q    |
| 3 | Corinne Stoddard  | Verenigde Staten | 1:28,471 | q    |
| 4 | Qu Chunyu         | China            | 1:28,355 |      |
| 5 | Han Yutong        | China            | 1:31,638 |      |

Kwartfinale 2
| # | Naam                    | Land             | Tijd     | Opm. |
| - | ----------------------- | ---------------- | -------- | ---- |
| 1 | Lee Yu-bin              | Zuid-Korea       | 1:29,120 | Q    |
| 2 | Maame Biney             | Verenigde Staten | 1:29,225 | Q    |
| 3 | Jekaterina Jefremenkova | Russische ploeg  | 1:29,434 |      |
| 4 | Anna Vostrikova         | Russische ploeg  | 1:30,021 |      |
| 5 | Natalia Maliszewska     | Polen            | 1:48,908 |      |

Kwartfinale 3
| # | Naam             | Land   | Tijd     | Opm. |
| - | ---------------- | ------ | -------- | ---- |
| 1 | Arianna Fontana  | Italië | 1:29,324 | Q    |
| 2 | Hanne Desmet     | België | 1:29,388 | Q    |
| 3 | Courtney Sarault | Canada | 1:29,450 |      |
| 4 | Zhang Chutong    | China  | 1:29,755 |      |
| 5 | Sumire Kikuchi   | Japan  | 1:37,170 |      |

Kwartfinale 4
| # | Naam            | Land             | Tijd     | Opm. |
| - | --------------- | ---------------- | -------- | ---- |
| 1 | Kristen Santos  | Verenigde Staten | 1:28,393 | Q    |
| 2 | Choi Min-jeong  | Zuid-Korea       | 1:28,722 | Q    |
| 3 | Petra Jászapáti | Hongarije        | 1:28,786 | q    |
| 4 | Selma Poutsma   | Nederland        | 1:29,077 |      |
| 5 | Alyson Charles  | Canada           | 1:30,161 |      |

### Halve finales
Halve finale 1
| # | Naam              | Land             | Tijd     | Opm. |
| - | ----------------- | ---------------- | -------- | ---- |
| 1 | Suzanne Schulting | Nederland        | 1:28,108 | Q    |
| 2 | Hanne Desmet      | België           | 1:28,166 | Q    |
| 3 | Lee Yu-bin        | Zuid-Korea       | 1:28,170 | QB   |
| 4 | Maame Biney       | Verenigde Staten | 1:28,806 | QB   |
| 5 | Petra Jászapáti   | Hongarije        | 1:28,827 | QB   |

Halve finale 2
| # | Naam             | Land             | Tijd     | Opm. |
| - | ---------------- | ---------------- | -------- | ---- |
| 1 | Kristen Santos   | Verenigde Staten | 1:26,783 | Q    |
| 2 | Arianna Fontana  | Italië           | 1:26,811 | Q    |
| 3 | Choi Min-jeong   | Zuid-Korea       | 1:26,850 | Q    |
| 4 | Corinne Stoddard | Verenigde Staten | 1:27,626 | QB   |
| 5 | Xandra Velzeboer | Nederland        | 1:27,777 | QB   |

### Finales
B-Finale
| # | Naam             | Land             | Tijd     | Opm. |
| - | ---------------- | ---------------- | -------- | ---- |
| 5 | Xandra Velzeboer | Nederland        | 1:29,668 |      |
| 6 | Lee Yu-bin       | Zuid-Korea       | 1:29,739 |      |
| 7 | Corinne Stoddard | Verenigde Staten | 1:29,845 |      |
| 8 | Petra Jászapáti  | Hongarije        | 1:30,249 |      |
| 9 | Maame Biney      | Verenigde Staten | 1:30,736 |      |

A-Finale
| #      | Naam              | Land             | Tijd     | Opm. |
| ------ | ----------------- | ---------------- | -------- | ---- |
| Goud   | Suzanne Schulting | Nederland        | 1:28,391 |      |
| Zilver | Choi Min-jeong    | Zuid-Korea       | 1:28,443 |      |
| Brons  | Hanne Desmet      | België           | 1:28,928 |      |
| 4      | Kristen Santos    | Verenigde Staten | 1:42,745 |      |
|        | Arianna Fontana   | Italië           |          | PEN  |